# Bahía de Agat
Bahía de Agat (en inglés: Agat Bay) es una bahía en la costa oeste del territorio estadounidense de Guam. Se encuentra inmediatamente al sur de la Península de Orote, y se extiende hacia el sur pasando del pueblo de Agat a la punta Facpi. Con una longitud de unos siete kilómetros, la bahía se extiende por casi una quinta parte de la costa oeste de Guam. La Punta Gaan, situada a medio camino a lo largo de la bahía, justo al sur de Agat, es el sitio donde se produjo la invasión de la marina de EE. UU. a la isla en la Segunda Guerra Mundial que posibilitó que Guam fuese recapturado de los japoneses.
La parte norte de la bahía está protegida por un arrecife de coral, más al sur, se encuentra la playa de Nimitz, un lugar de buceo popular que contiene una pequeña isla en alta mar llamada Anae.